# Irán en los Juegos Olímpicos de Turín 2006
Irán estuvo representado en los Juegos Olímpicos de Turín 2006 por dos deportistas masculinos que compitieron en dos deportes.
El portador de la bandera en la ceremonia de apertura fue el esquiador alpino Alidad Saveh Shemshaki. El equipo olímpico iraní no obtuvo ninguna medalla en estos Juegos.